# Stephen Larkham
Stephen Larkham (* 29. května 1974, Canberra) je bývalý australský ragbista, který hrál především jako útoková spojka. V roce 2018 byl jmenován do Světové síně slávy rugby. V roce 2012 se dostal Australské sportovní síně slávy.
Za Austrálii odehrál 102 zápasů a připsal si 135 bodů. Na MS 1999 se stal mistrem světa a následujícím světovém šampionátu získal s Austrálii 2. místo. Vyhrál Tri Nations (2000, 2001). Poslední reprezentační zápas odehrál na MS 2007 proti Japonsku, při kterém se zranil. 
S klubem Brumbies dvakrát vyhrál Super Rugby (2001, 2004).Svou hráčskou kariéru ukončil v Japonsku.
Po konci kariéry se stal trenérem. Nejdříve byl asistentem Brumbies (2011–2013), potom byl čtyři roky hlavním koučem týmu, za který jako hráč hrál v Super Rugby. Od roku 2019 do roku 2022 trénoval irský Munster. Následně se vrátil k Brumbies.

## Klubová kariéra
- 1996 – 2007 Brumbies
- 2008 – 2010 Ricoh Black Rams